# Manuel Cantero de San Vicente
Manuel Cantero de San Vicente González y Gonzalo (Madrid, 21 de septiembre de 1804-Madrid, 6 de diciembre de 1876) fue un economista y político español. 

## Biografía

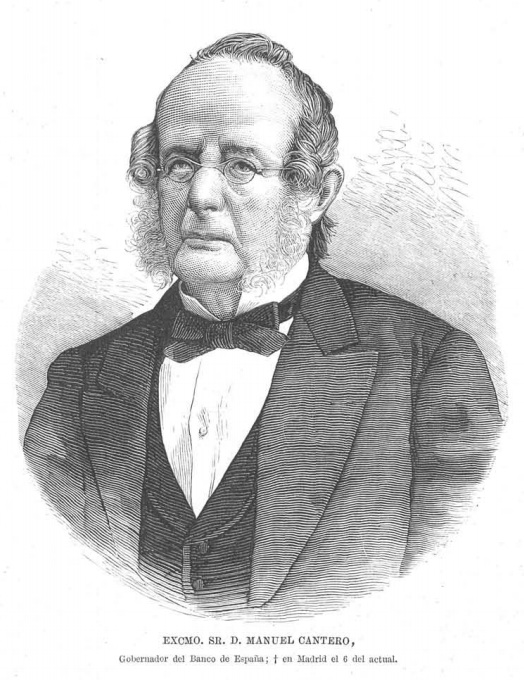
Retrato de Cantero publicado en La Ilustración Española y Americana el 22 de diciembre de 1876

Estudió sucesivamente en Valgañón (localidad natal de su madre), Bilbao y Vergara. Ocupó un escaño en el Congreso de los Diputados por Madrid y por Valladolid en 1836, 1839, 1840, 1841 y 1843, y por Sevilla en 1846 y 1854, en el reinado de Isabel II. También fue ministro de Hacienda entre noviembre y diciembre de 1843, en el primer gabinete de la Década Moderada, en julio de 1854 (antes del regreso al gobierno de Baldomero Espartero) y entre julio y septiembre de 1856. Fue nombrado senador vitalicio en 1851.
Apoyó la revolución de 1868 y fue miembro de la Junta Superior Revolucionaria. Tras la caída de Isabel II y establecido el Sexenio Democrático, fue nuevamente elegido diputado por el distrito electoral de Játiva en las elecciones generales de 1869 y senador por la provincia de Huesca en 1872 y en 1876. Fue gobernador del Banco de España desde octubre de 1868 hasta su muerte en diciembre de 1876.